# Kapuzennatter
Die Kapuzennatter (Macroprotodon cucullatus) ist eine Art der Nattern (Colubridae). Das Verbreitungsgebiet liegt in Nordafrika, von Marokko bis nach Israel und auf der Insel Lampedusa. Sie besitzt im hinteren Bereich des Kiefers Furchenzähne, die mit Giftdrüsen verbunden sind, und wird daher der nicht monophyletischen Gruppe der Trugnattern zugeordnet. Die Art wurde mittlerweile in drei Arten aufgeteilt, in Europa leben noch die Iberische Kapuzennatter und die Nordafrikanische Kapuzennatter.

## Merkmale
Die Kapuzennatter ist eine kleine Schlangenart und erreicht eine durchschnittliche Länge von etwa 40 bis 50 cm, große Exemplare können auch über 60 cm lang werden. Die Körperfarbe ist hellgrau, graubraun, beige oder rötlichbraun. Darauf finden sich dunkle Zeichnungselemente mit dunkelbraun abgesetzten Rändern, die undeutliche Flecken, aber auch eine Querbänderung oder ein Netzmuster bilden können. Im Nacken befindet sich ein auffälliger dunkler Fleck („Kapuzenfleck“), der nach vorn und hinten spitz ausläuft und einen großen Teil des Nackens oder auch des Kopfes einnehmen kann. Von den Nasenlöchern zieht beidseitig ein Schläfenband über die Augen zu den Mundwinkeln. Die Bauchseite ist gelblich-cremeweiß oder auch hellrosa bis rot und ungefleckt. Die Körperschuppen sind glatt, der Körper wirkt daher glatt und glänzend. Jungtiere sehen den Erwachsenen in Färbung und Zeichnung sehr ähnlich.
Der abgeflachte Kopf ist nur leicht vom Körper abgesetzt. Die kleinen Augen sitzen sehr weit vorn am Kopf und besitzen eine senkrecht-ovale Pupille. Das Schnauzenschild ist breit, aber sehr niedrig ausgebildet und in der Draufsicht kaum sichtbar, ein Zügelschild ist vorhanden. Um die Körpermitte liegen 19 bis 25 Schuppenreihen.

## Verbreitung und Lebensraum

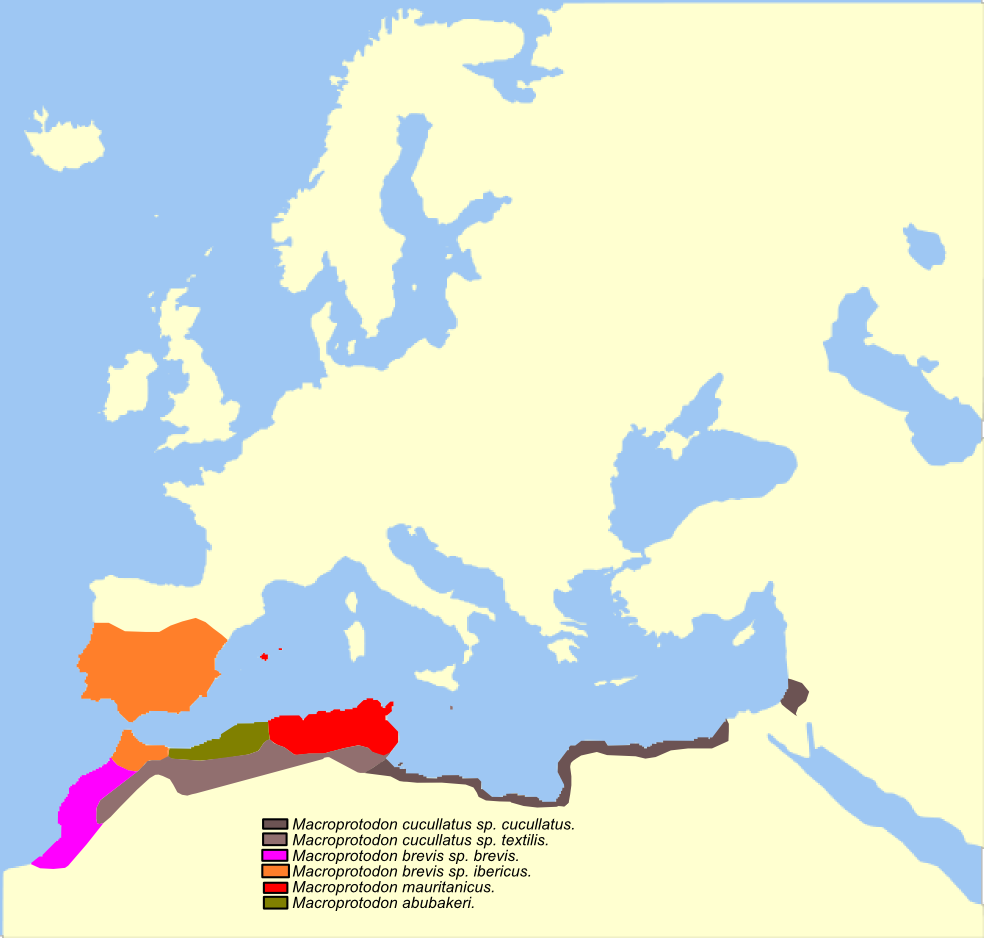
Verbreitungsgebiet der Gattung Macroprotodon

Das Verbreitungsgebiet erstreckt sich von den küstenfernen Teilen Marokkos und Algeriens über das mittlere Tunesien bis zu den Küstengebieten von Libyen, Ägypten und Israel. Durch Einschleppung aus Nordafrika lebt die Art auch auf der italienischen Insel Lampedusa.
Früher würden mehrere Unterarten unterschieden. Die ehemalige Unterart M. c. mauritanicus Guichenot, 1850 aus Nord-Algerien, Nord-Tunesien und den Balearen, wird mittlerweile meistens als eigene Art anerkannt. Auch Macroprotodon c. brevis (Günther, 1862) aus West- und Zentral-Marokko wird als eigenständige Art eingestuft und M. c. ibericus Busack & McCoy, 1990 von der südlichen Iberischen Halbinsel, dieser Art als Unterart zugeordnet.
Die Art lebt bis in Höhen von 2500 m über NN im Hohen Atlas und Marokko und besiedelt trockenes Gelände und Geröllhänge mit niedriger Vegetation sowie Waldlichtungen. Zudem findet man sie in Legesteinmauern und verfallenen Gebäuden, die sie als Unterschlupf nutzen.

## Lebensweise
Die Kapuzennatter ist dämmerungs- und nachtaktiv. Sie hält sich vor allem am Boden auf und versteckt sich tagsüber unter Steinen und in Erdbauten sowie in Felsspalten und brüchigem Mauerwerk. Sie hält eine Winterruhe von vier bis sechs Monaten.
Ihr Beutespektrum umfasst vor allem kleine Eidechsen, Skinke und Geckos. Die gefangenen Tiere hält sie in ihren Kiefern so lang fest, bis das Gift ihrer im hinteren Bereich der Zahnreihen gelegenen Giftzähne wirkt und die Beute lähmt oder tötet.
Die Schlange ist eierlegend, die Gelege bestehen aus 5 bis 7 Eiern. Die Jungschlangen schlüpfen im Spätsommer und beginnen bereits nach der ersten Häutung aktiv mit der Nahrungssuche.

## Schlangengift
Kapuzennattern besitzen ein für ihre Beutetiere wirksames Gift, welches sie über die hinterständigen Furchenzähne (opistoglyph) in eine Wunde einbringen können. Die Schlangen können auch Menschen beißen, dabei kommt das für Menschen relativ ungefährliche Gift allerdings in der Regel durch die weit hinten stehenden Giftzähne nicht zum Einsatz. Bissunfälle sind zudem vergleichsweise selten.

## Gefährdung
Die Kapuzennatter wird in der Roten Liste der IUCN als nicht gefährdet („Least Concern“) mit einem sinkenden Populationstrend eingestuft. Begründet wird dies durch das sehr große Verbreitungsgebiet der Art mit einer angenommenen großen Gesamtpopulation. Zudem ist die Schlange relativ unempfindlich gegenüber Veränderungen des Lebensraumes. Lokal kann diese Art allerdings auch gefährdet sein, vor allem aufgrund einer Intensivierung der Landwirtschaft und einer Zunahme der Urbanisierung. Auf der Insel Lampedusa nimmt die Individuenzahl aufgrund der Entwaldung stark ab, in Ägypten ist ein starker Rückgang aufgrund der zunehmenden Fangzahlen für den internationalen Terraristikhandel sowie einer Zunahme des Tourismus und anderen Faktoren zu verzeichnen.

## Belege

### Zitierte Belege
1. ↑  Dieter Glandt: Die Amphibien und Reptilien Europas: Alle Arten im Porträt. 2., aktualisierte und erweiterte Auflage. Quelle & Meyer, Wiebelsheim 2015, ISBN 978-3-494-01581-1.
2. 1 2  Macroprotodon cucullatus in der Roten Liste gefährdeter Arten der IUCN 2006. Eingestellt von: C. Corti, V.P. Mellado, P. Geniez, S.B. El Din, 2006. Abgerufen am 2. September 2020.